# Jag såg honom först!
Jag såg honom först! (originaltitel: The Bachelor and the Bobby-Soxer) är en amerikansk screwballkomedi från 1947 med Cary Grant, Myrna Loy och Shirley Temple. Filmen regisserades av Irving Reis. Filmens manusförfattare, Sidney Sheldon, belönades med en Oscar för bästa originalmanus.

## Handling
Tonårsflickan Susan Turner (Shirley Temple) förälskar sig i playboyen Richard Nugent (Cary Grant). I sin tonårsförälskelse så tycker Susan det som en smart idé att smyga in i Richards lägenhet för att stå model för honom. Men Susans syster, domaren Margaret Turner (Myrna Loy), upptäcker sin syster där och hotar Richard med fängelse. För att undvika det hela lovar Richard att gå ut med Susan till förälskelsen lagt sig.

## Rollista i urval
- Cary Grant – Richard Nugent
- Myrna Loy – Margaret Turner
- Shirley Temple – Susan Turner
- Rudy Vallée – Tommy Chamberlain
- Ray Collins – Dr. Matt Beemish
- Harry Davenport – domare Thaddeus Turner
- Johnny Sands - Jerry White
- Don Beddoe - Joey
- Lillian Randolph - Bessie
- Veda Ann Borg - Agnes Prescott
- Dan Tobin - Walters
- Ransom M. Sherman - domare Treadwell
- William Bakewell - Winters
- Irving Bacon - Melvin